# Heinrich Lübke
Karl Heinrich Lübke (14 de outubro de 1894 – 6 de abril de 1972) foi Presidente da Alemanha de 1959 a 1969.
Lübke teve uma educação muito humilde. Ele era filho de um sapateiro e fazendeiro da Sauerland. Ele prestou serviço voluntário na Primeira Guerra Mundial, além de ser o criador do Lübke English.